# Kościół św. Jana Chrzciciela w Lubrzy
Kościół pw. św. Jana Chrzciciela w Lubrzy – kościół parafialny należący do parafii pw. św. Jana Chrzciciela w Lubrzy, dekanatu Świebodzin – NMP Królowej Polski, diecezji zielonogórsko-gorzowskiej, metropolii szczecińsko-kamieńskiej, zlokalizowany w Lubrzy w gm. Lubrza w woj. lubuskim.

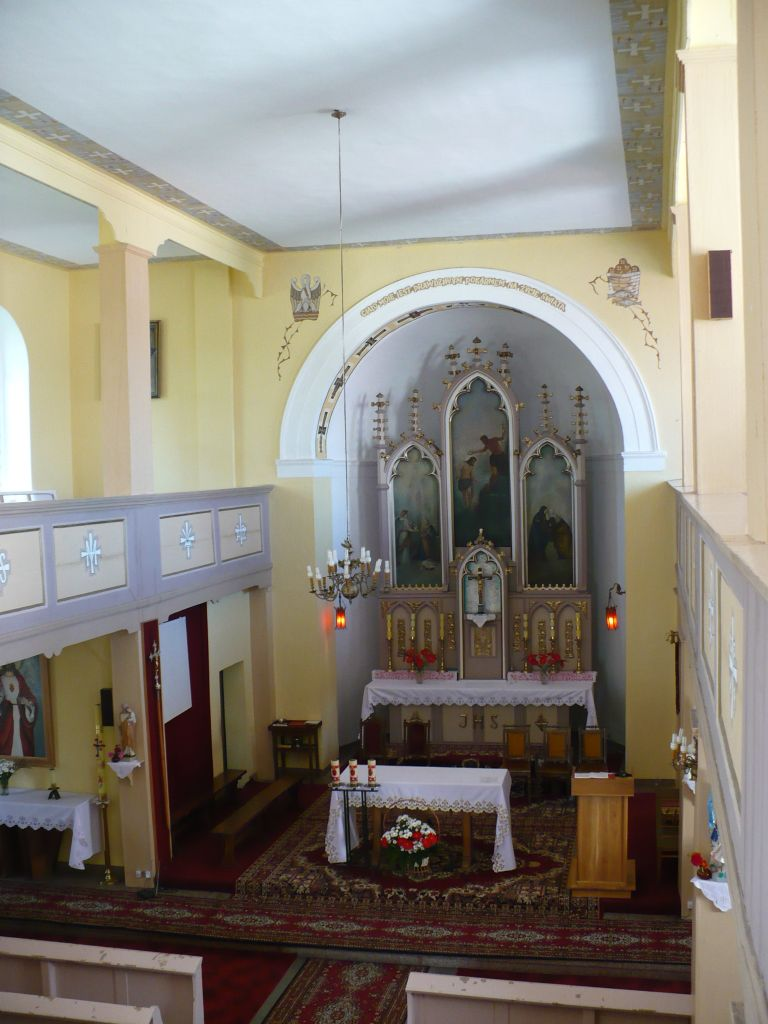
Widok z chóru organowego na ołtarz

## Historia
Kościół został zbudowany w 1848 jako świątynia ewangelicka i taką funkcję pełnił do 1945.
Funkcję kościoła katolickiego świątynia przyjęła po wojnie, powodem był odpływ protestanckiej społeczności z Lubrzy, oraz zniszczenie w czasie działań wojennych katolickiego kościoła położonego na starym cmentarzu. W 1946 kościół został powierzony do obsługi duszpasterskiej salezjanom. Pierwszym katolickim proboszczem w kościele został ks. Michał Kubacki.

### Architektura
Budowla została wzniesiona w stylu neoromańskim, posiada jedną nawę, półkolistą absydę od zachodu i wysmukłą wieżę od wschodu.